# Botryonopa wegneri
Botryonopa wegneri es un coleóptero de la familia Chrysomelidae.
Fue descrita científicamente por primera vez en 1960 por Uhmann.